# Берти Ахерн
Патрик Бартоломју „Берти“ Ахерн (енгл. Patrick Bartholomew "Bertie" Ahern; Даблин, 12. септембар 1951), је ирски политичар који је био десети по реду премијер Ирске, а на том месту се налазио од 26. јун 1997. године до 7. маја 2008. године. Био је на челу коалицијске владе коју чини његова странка Републиканска странка те Зелена странка и Прогесивни демократи, уз подршку независних чланова ирског парламента.